# Bayshore Gardens (Floride)
Bayshore Gardens est une census-designated place du comté de Manatee, dans l'État de Floride, aux États-Unis,. En 2020, elle compte une population de 19 904 habitants.